# Милан Ристовський
Милан Ристовський (мак. Милан Ристовски; нар. 8 квітня 1998, Скоп'є) — македонський футболіст, атакувальний півзахисник хорватської «Рієки».

## Клубна кар'єра
Ристовський розпочав свою кар'єру у клубі «Работнічкі» з рідного міста Скоп'є, у складі якого 22 листопада 2014 року дебютував у дорослому футболі у віці 16 років. У лютому 2017 року він був відданий в оренду в хорватську «Рієку» до кінця сезону і став виступати разом із своїм старшим братом Стефаном. Незважаючи на те, що Милан не зіграв жодного матчу, у липні 2017 року оренда була продовжена на наступний сезон з можливістю придбання гравця по її завершенні. Дебютував у «Рієці» 10 грудня 2017 року, коли вийшов на заміну в матчі Першої ліги Хорватії проти клубу «Славен Белупо». Цей матч так і залишився єдиним для гравця у тому сезоні.
2018 року хорвати викупили контракт гравця, але через брак ігрового часу змушені були його віддавати в оренду спочатку у словенський «Кршко», а потім і у словацьку «Нітру» і лише з сезону 2020/21 став стабільно залучатись до матчів «Рієки».

## Міжнародна кар'єра
Ристовський виступав за збірні Північної Македонії до 17, 19 та 21 років.

## Досягнення
- Володар Кубка Хорватії (1):

Рієка: 2018-19
- Володар Кубка Словаччини (2):

Спартак (Трнава): 2021-22, 2022-23